# اچ. آرنولد استینبرگ
اچ. آرنولد استینبرگ (انگلیسی: H. Arnold Steinberg؛ ۱۲ مهٔ ۱۹۳۳ – ۱۱ دسامبر ۲۰۱۵)، تاجر و یک نیکوکار اهل کانادا بود.
او چندین سال سرپرست دانشگاه مک‌گیل بود.

## زندگی‌نامه
آرنولد استینبرگ در ۱۹۳۳ در مونترآل کانادا متولد شد.
او با مدرک لیسانس بازرگانی از دانشکده مدیریت دانشگاه مک‌گیل در ۱۹۵۴ فارغ‌التحصیل شد. سپس به دانشگاه هاروارد رفت و مدرک کارشناسی ارشد در مدیریت ارشد کسب و کار ((MBA) را از مدرسه کسب و کار هاروارد کسب کرد.
از سال ۱۹۹۶ تا ۲۰۰۰، او رئیس هیئت مدیره مرکز بهداشت دانشگاه مک‌گیل بود. همچنین او عضو شورای مؤسسه تحقیقات بهداشت کانادا بود. در مه ۲۰۰۹ وی به عنوان رئیس دانشگاه مک‌گیل منصوب شد.

## افتخارات و جوایز
- حمایت از موسسات خیریه و فرهنگی مونترال.[۴]
- دریافت دکترای افتخاری از دانشگاه مک گیل در سال ۲۰۰۰